# Torremaggiore
Torremaggiore is een gemeente in de Italiaanse provincie Foggia (regio Apulië) en telt 16.984 inwoners (30-11-2018). De oppervlakte bedraagt 208,6 km², de bevolkingsdichtheid is 81 inwoners per km².

## Demografie
Torremaggiore telt ongeveer 6180 huishoudens. Het aantal inwoners daalde in de periode 1991-2001 met 2,2% volgens cijfers uit de tienjaarlijkse volkstellingen van ISTAT.
| Jaar | Inwoneraantal |
| ---- | ------------- |
| 1991 | 17.405        |
| 2001 | 17.021        |

## Geografie
De gemeente ligt op ongeveer 169 m boven zeeniveau.
Torremaggiore grenst aan de volgende gemeenten: Casalvecchio di Puglia, Castelnuovo della Daunia, Lucera, Rotello (CB), San Paolo di Civitate, San Severo, Santa Croce di Magliano (CB), Serracapriola.